# Adolf Christian
Adolf Christian (Viena, 3 de juny de 1934 - Viena, 8 de juliol de 1999) va ser un ciclista austríac que fou professional entre 1957 i 1961.
Els seus majors èxits esportius els aconseguí com a amateur, entre 1953 i 1956 i entre 1962 i 1963, quan aconseguí una vintena de victòries, entre elles diversos Campionats d'Àustria i una Volta a Àustria.
Com a professional destaca el 3r lloc que assolí el 1957 al Tour de França, motiu pel qual fou escollit millor esportista austríac de l'any. Aquesta fou la millor classificació general d'un ciclista austríac en aquesta cursa fins que el 2008 Bernhard Kohl igualés la gesta, tot i que posteriorment va ser desqualificat per dopatge.

## Palmarès

### Amateur
- 1954
  -  Campió d'Àustria
  - 1r de la Volta a Àustria i vencedor d'una etapa
  - 1r de la Viena-Rabenstein-Gresten-Viena
- 1955
  -  Campió d'Àustria per equips
  - 1r de la Volta a Voralberg i vencedor d'una etapa
  - 1r de la Viena-Budapest-Viena i vencedor d'una etapa
  - Vencedor de 2 etapes de la Volta a Àustria
- 1956
  -  Campió d'Àustria
  - 1r de la Viena-Rabenstein-Gresten-Viena
  - 1r de la Volta a Graz i vencedor d'una etapa
  - Vencedor d'una etapa de la Volta a Àustria
- 1962
  -  Campió d'Àustria de persecució per equips
  - 1r de la Volta a Hongria i vencedor d'una etapa
  - Vencedor d'una etapa de la Volta a Àustria
- 1963
  - 1r de la Volta a la Baixa Àustria

### Professional
- 1957
  - 3r al Tour de França
  - 10è a la Volta a Suïssa
- 1958
  - 5è a la Roma-Nàpols-Roma

### Resultats al Tour de França
- 1957. 3r de la classificació general
- 1958. 28è de la classificació general
- 1959. 41è de la classificació general
- 1960. Abandona (13a etapa)

### Resultats al Giro d'Itàlia
- 1959. 68è de la classificació general

### Resultats a la Volta a Espanya
- 1960. Abandona (12a etapa)